# (467212) 2016 EM146
(467212) 2016 EM146 es un asteroide perteneciente al cinturón de asteroides, descubierto el 27 de febrero de 2008 por el equipo Spacewatch desde el Observatorio Nacional de Kitt Peak (Arizona, Estados Unidos).